# Штемпловец
Штемпловец (чеш. Štemplovec, нем. Stremplowitz) — небольшая деревня в составе муниципалитета Голасовице в районе Oпавa в Чехии.
Расположена примерно в 3 км к юго-западу Голасовице.
В 2001 году проживало 118 постоянных жителей. В 2009 году насчитывалось 28 зарегистрированных адресов.

## История
Располагавшаяся на территории Судетской области деревня была населена этническими немцами (судетские немцы). Прежнее название — Штремпловиц (нем. Stremplowitz).
Согласно Мюнхенскому соглашению 1938 года, Судетская область на территории бывших австрийских провинций Немецкая Богемия и Судетенланд вошла в состав нацистской Германии в качестве рейхсгау Судетенланд.
После Второй мировой войны отошла к Чехии.

## Достопримечательности
- Памятник природы — Гералтицкий ручей (чеш. Heraltický potok).
- Замок Штемпловец (реконструирован в 1928—1929 годах Леопольдом Баэром)[4]

## Население
| Год  | Численность | Численность |
| ---- | ----------- | ----------- |
| 1869 | 202         | [ 5 ]       |
| 1880 | 177         | [ 5 ]       |
| 1890 | 186         | [ 5 ]       |
| 1900 | 178         | [ 5 ]       |
| 1910 | 177         | [ 5 ]       |
| 1921 | 171         | [ 5 ]       |
| 1930 | 163         | [ 5 ]       |
| 1950 | 155         | [ 5 ]       |
| 1961 | 103         | [ 5 ]       |
| 1970 | 178         | [ 5 ]       |
| 1980 | 152         | [ 5 ]       |
| 1991 | 127         | [ 5 ]       |
| 2001 | 118         | [ 5 ]       |
| 2011 | 87          | [ 5 ]       |
| 2021 | 94          | [ 3 ]       |